# El Banco, Tepeji del Río de Ocampo
El Banco är en ort i Mexiko.   Den ligger i kommunen Tepeji del Río de Ocampo och delstaten Hidalgo, i den sydöstra delen av landet, 70 km nordväst om huvudstaden Mexico City. El Banco ligger 2 371 meter över havet och antalet invånare är 349.
Terrängen runt El Banco är huvudsakligen kuperad, men västerut är den platt. Runt El Banco är det ganska tätbefolkat, med 90 invånare per kvadratkilometer. Närmaste större samhälle är Jilotepec de Molina Enríquez, 7,9 km väster om El Banco. Omgivningarna runt El Banco är en mosaik av jordbruksmark och naturlig växtlighet.